# Mile Me Deaf
Mile Me Deaf ist eine österreichische Band aus Wien. Im Jahr 2013 war die Band für den Amadeus Austrian Music Award in der Kategorie Alternative nominiert.

## Diskografie

### Alben
- 2004: Leaving the Town to Buy a Special Instrument (Numavi Records)
- 2005: European Dance Music (Numavi Records)
- 2007: My Mother Is Proud of Me (Numavi Records)
- 2008: Curiosi-Con (Numavi Records)
- 2009: Mile Me Deaf (Kassette, Numavi Records)
- 2011: Bloodstorm 2 (Numavi Records)
- 2012: A Blast from the Past (Best of Mile Me Deaf) (Numavi Records)
- 2012: Eat Skull (Fettkakao / Siluh Records)
- 2014: Holography (Siluh Records)
- 2015: Eerie Bits of Future Trips (Siluh Records)
- 2017: Alien Age (Old Flame Records / Siluh Records / Phantom Records)

### Singles und EPs
- 2004: The Maraschino (EP, Numavi Records)
- 2006: LIVE!!! (EP, Numavi Records)
- 2007: Captured in Gravy (EP, Numavi Records)
- 2008: Leave a Light On (EP, Numavi Records)
- 2009: Crap We Dance To (EP, Numavi Records)
- 2009: Hippie Mother (EP, Numavi Records)
- 2009: Sisters of Marcy D'arcy (EP, Numavi Records)
- 2009: Ich fühle mich sicher... (3", Numavi Records)
- 2011: Swing Back to Me (7", Fettkakao)
- 2013: Split-Cassette with Girlfriends of Many Pilots (Kassette, Wilhelm Show Me The Major Label)
- 2013: Brando (7"/EP, Numavi Records / Siluh Records)
- 2016: Blowout/Wayout (7"/ Siluh Records)